# ناتانائل امبوکو
ناتانائل امبوکو (انگلیسی: Nathanaël Mbuku؛ زادهٔ ۱۶ مارس ۲۰۰۲) بازیکن فوتبال اهل فرانسه است.
از باشگاه‌هایی که در آن بازی کرده‌است می‌توان به باشگاه فوتبال استاد رنس اشاره کرد.
وی همچنین در تیم‌های ملی فوتبال France national under-16 football team، زیر ۱۷ سال فرانسه، زیر ۱۸ سال فرانسه، زیر ۲۰ سال فرانسه، زیر ۲۱ سال فرانسه، و France Olympic football team بازی کرده‌است.